# Disuk
Disuk (arab. دسوق) - miasto w Egipcie, 85 km na wschód od Aleksandrii, w muhafazie Kafr asz-Szajch.